# Namwon
Namwon (Namwon-si) là một thành phố trong tỉnh Jeolla Bắc, Hàn Quốc. Thành phố có cự ly 45 phút ô tô so với tỉnh lỵ Jeonju.
Thành phố nằm ngoài vườn quốc gia Jirisan có núi lớn nhất ở Hàn Quốc lục địa.

## Lịch sử
Namwon được lập năm 685 trong thời kỳ trị vì của vua Sinmun của Silla. Huyện Namwon được lập ngày 1 tháng 4 năm 1895.
Thành phố bị hư hại trong cuộc bao vây Namwon năm 1597 là một phần của chiến tranh Imjin.

## Khí hậu
| Dữ liệu khí hậu của Namwon               | Dữ liệu khí hậu của Namwon | Dữ liệu khí hậu của Namwon | Dữ liệu khí hậu của Namwon | Dữ liệu khí hậu của Namwon | Dữ liệu khí hậu của Namwon | Dữ liệu khí hậu của Namwon | Dữ liệu khí hậu của Namwon | Dữ liệu khí hậu của Namwon | Dữ liệu khí hậu của Namwon | Dữ liệu khí hậu của Namwon | Dữ liệu khí hậu của Namwon | Dữ liệu khí hậu của Namwon | Dữ liệu khí hậu của Namwon |
| Tháng                                    | 1                          | 2                          | 3                          | 4                          | 5                          | 6                          | 7                          | 8                          | 9                          | 10                         | 11                         | 12                         | Năm                        |
| ---------------------------------------- | -------------------------- | -------------------------- | -------------------------- | -------------------------- | -------------------------- | -------------------------- | -------------------------- | -------------------------- | -------------------------- | -------------------------- | -------------------------- | -------------------------- | -------------------------- |
| Cao kỉ lục °C (°F)                       | 17.2 (63.0)                | 22.3 (72.1)                | 26.5 (79.7)                | 30.9 (87.6)                | 35.2 (95.4)                | 35.5 (95.9)                | 37.5 (99.5)                | 37.2 (99.0)                | 34.0 (93.2)                | 31.4 (88.5)                | 26.7 (80.1)                | 19.0 (66.2)                | 37.5 (99.5)                |
| Trung bình ngày tối đa °C (°F)           | 5.0 (41.0)                 | 8.2 (46.8)                 | 13.2 (55.8)                | 19.9 (67.8)                | 24.6 (76.3)                | 27.9 (82.2)                | 29.9 (85.8)                | 30.6 (87.1)                | 27.3 (81.1)                | 21.9 (71.4)                | 14.5 (58.1)                | 7.4 (45.3)                 | 19.2 (66.6)                |
| Trung bình ngày °C (°F)                  | −1.4 (29.5)                | 1.0 (33.8)                 | 5.6 (42.1)                 | 11.9 (53.4)                | 17.4 (63.3)                | 22.0 (71.6)                | 25.0 (77.0)                | 25.2 (77.4)                | 20.6 (69.1)                | 13.4 (56.1)                | 6.5 (43.7)                 | 0.4 (32.7)                 | 12.3 (54.1)                |
| Tối thiểu trung bình ngày °C (°F)        | −6.8 (19.8)                | −5.2 (22.6)                | −1.3 (29.7)                | 4.0 (39.2)                 | 10.4 (50.7)                | 16.7 (62.1)                | 21.1 (70.0)                | 21.1 (70.0)                | 15.2 (59.4)                | 6.6 (43.9)                 | 0.2 (32.4)                 | −5.2 (22.6)                | 6.4 (43.5)                 |
| Thấp kỉ lục °C (°F)                      | −21.9 (−7.4)               | −19.3 (−2.7)               | −11.6 (11.1)               | −6.2 (20.8)                | −0.9 (30.4)                | 6.3 (43.3)                 | 12.0 (53.6)                | 9.6 (49.3)                 | 3.8 (38.8)                 | −3.7 (25.3)                | −13.6 (7.5)                | −19.3 (−2.7)               | −21.9 (−7.4)               |
| Lượng Giáng thủy trung bình mm (inches)  | 31.2 (1.23)                | 41.0 (1.61)                | 52.5 (2.07)                | 71.5 (2.81)                | 111.0 (4.37)               | 176.7 (6.96)               | 298.9 (11.77)              | 346.1 (13.63)              | 137.0 (5.39)               | 46.3 (1.82)                | 42.8 (1.69)                | 25.4 (1.00)                | 1.380,4 (54.35)            |
| Số ngày giáng thủy trung bình (≥ 0.1 mm) | 8.4                        | 7.1                        | 8.3                        | 7.7                        | 8.9                        | 9.8                        | 14.9                       | 15.5                       | 8.4                        | 5.9                        | 7.1                        | 7.3                        | 109.3                      |
| Số ngày tuyết rơi trung bình             | 8.1                        | 5.4                        | 1.8                        | 0.4                        | 0.0                        | 0.0                        | 0.0                        | 0.0                        | 0.0                        | 0.0                        | 2.4                        | 6.6                        | 24.3                       |
| Độ ẩm tương đối trung bình (%)           | 71.9                       | 67.5                       | 64.8                       | 62.1                       | 66.6                       | 72.5                       | 79.1                       | 78.8                       | 75.6                       | 73.9                       | 73.4                       | 74.2                       | 71.7                       |
| Số giờ nắng trung bình tháng             | 157.5                      | 175.0                      | 203.0                      | 222.1                      | 223.5                      | 182.9                      | 159.0                      | 176.4                      | 181.2                      | 197.6                      | 162.7                      | 156.0                      | 2.199,3                    |
| Phần trăm nắng có thể                    | 50.5                       | 56.9                       | 54.7                       | 56.6                       | 51.4                       | 42.0                       | 35.9                       | 42.2                       | 48.7                       | 56.4                       | 52.5                       | 51.2                       | 49.4                       |
| Nguồn:                                   |                            |                            |                            |                            |                            |                            |                            |                            |                            |                            |                            |                            |                            |